# Jagdschloss Mönchbruch

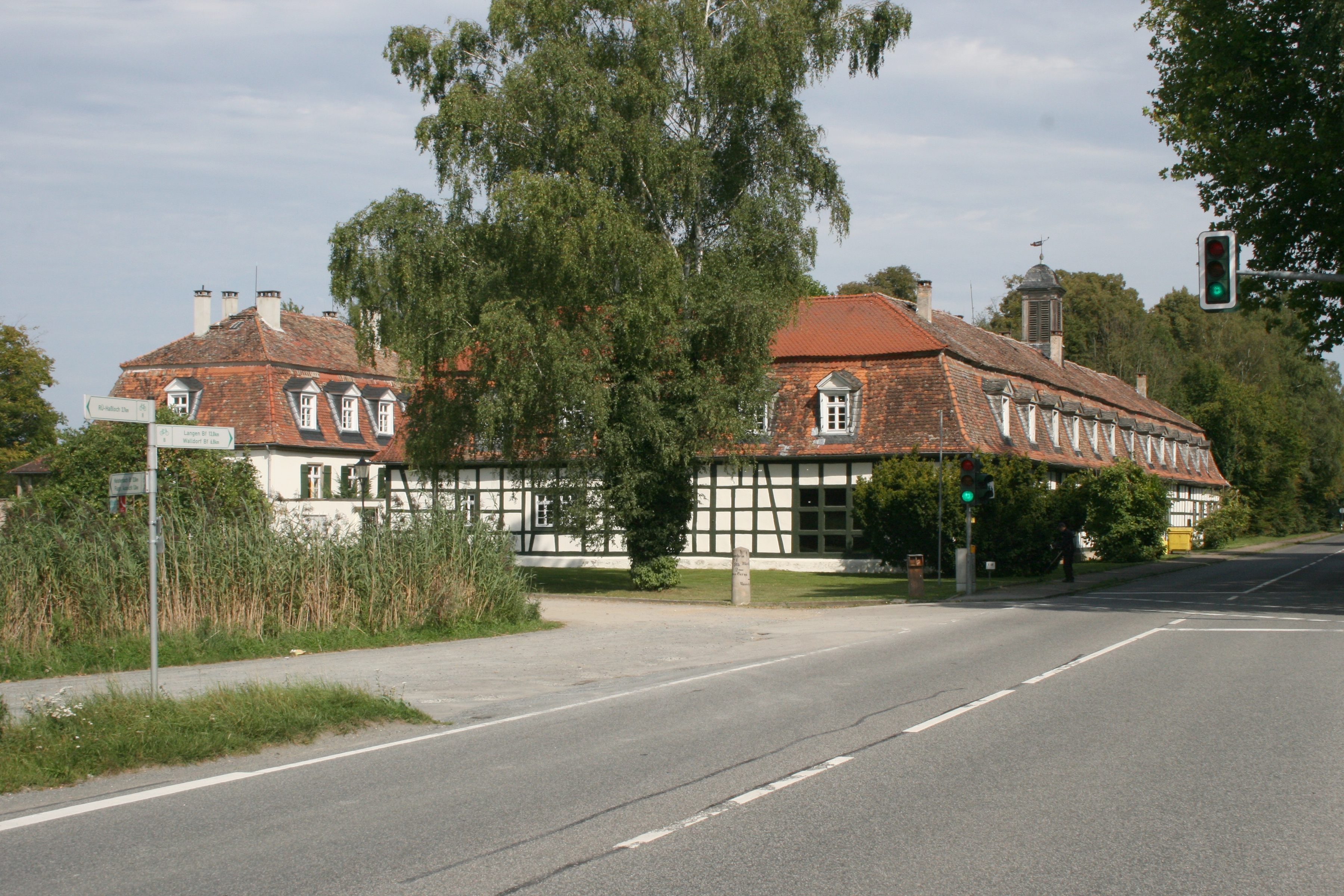
Jagdschloss Mönchbruch, Straßenseite

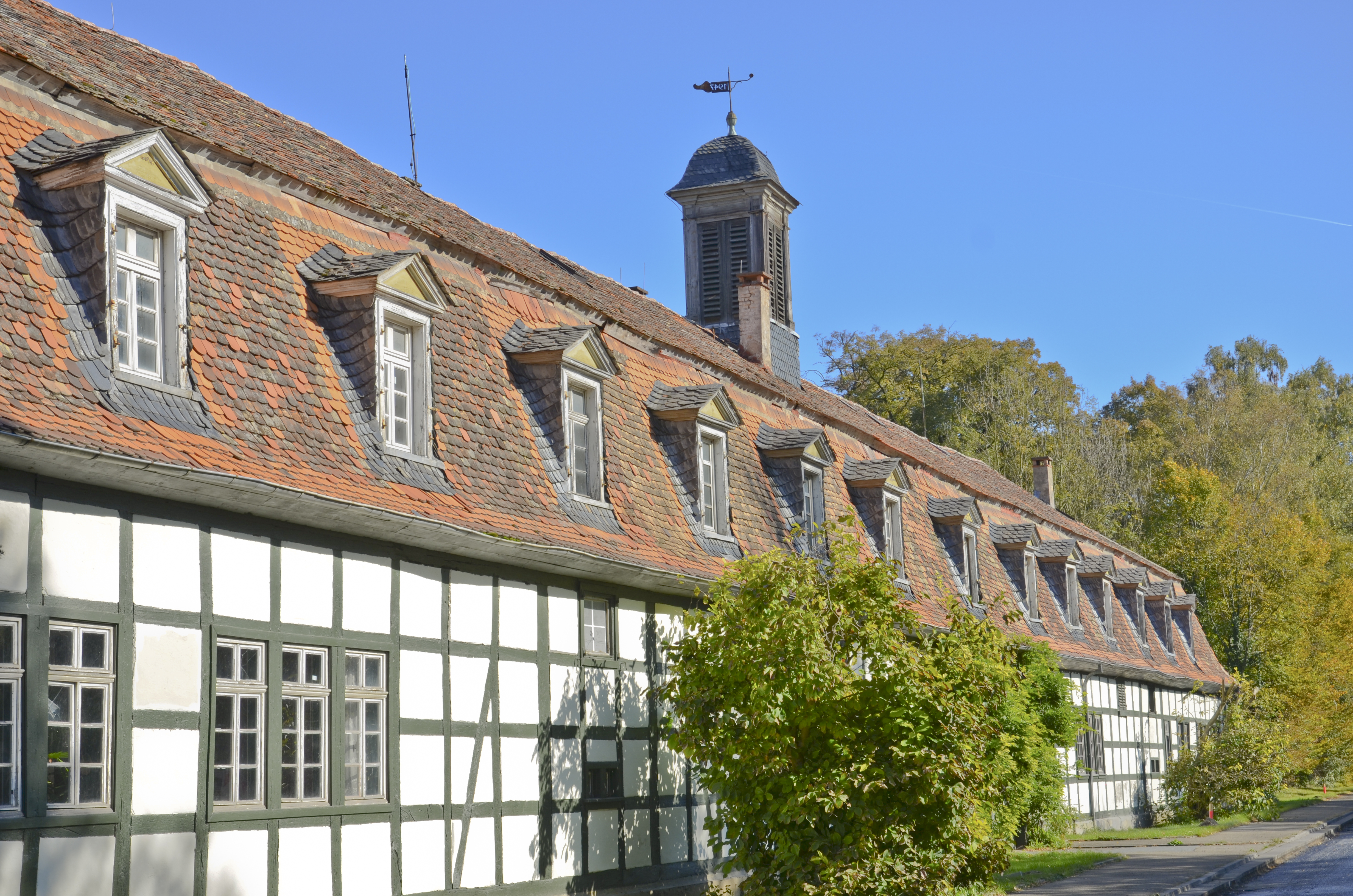
Fassade an der Straßenseite

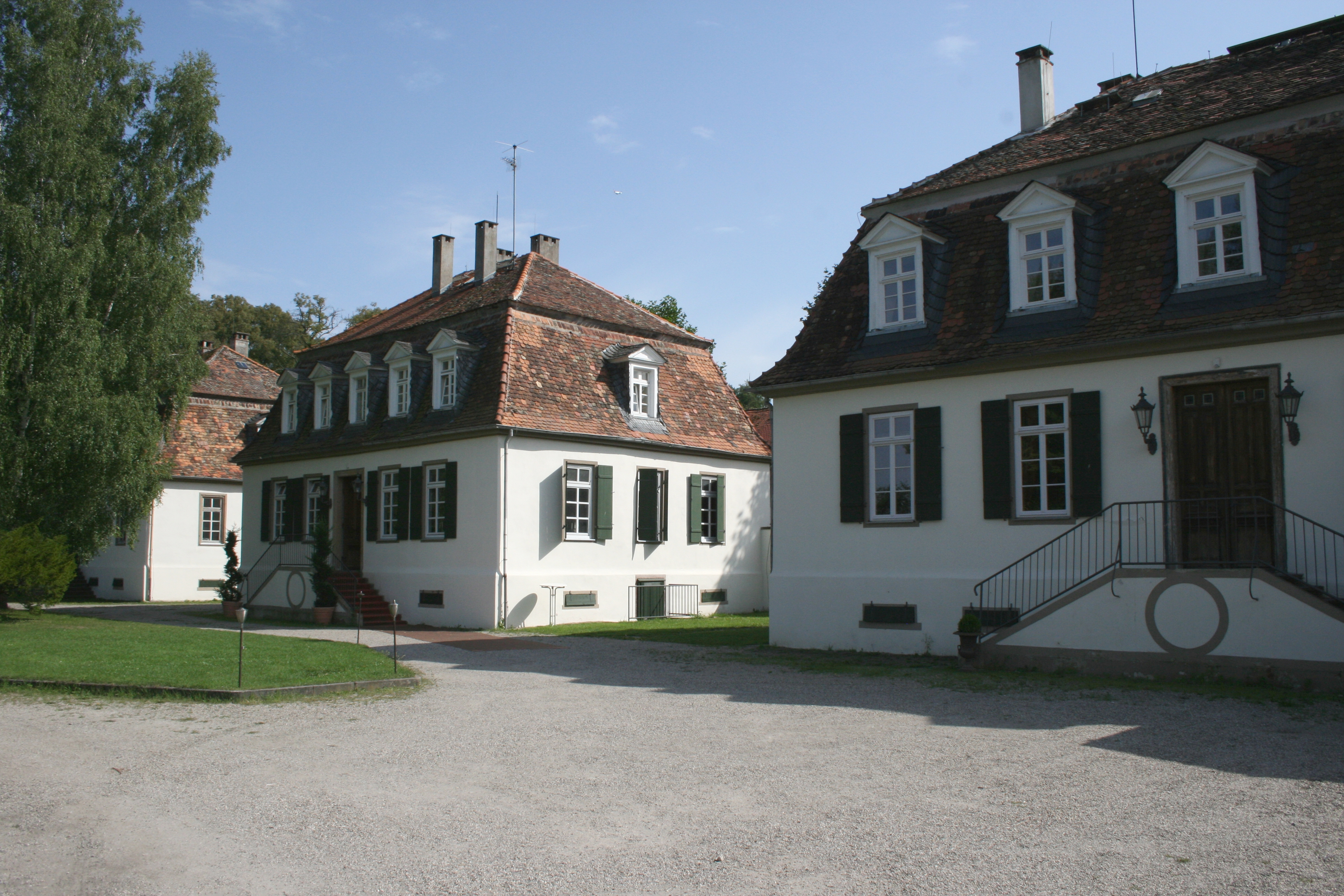
Blick in den Hof

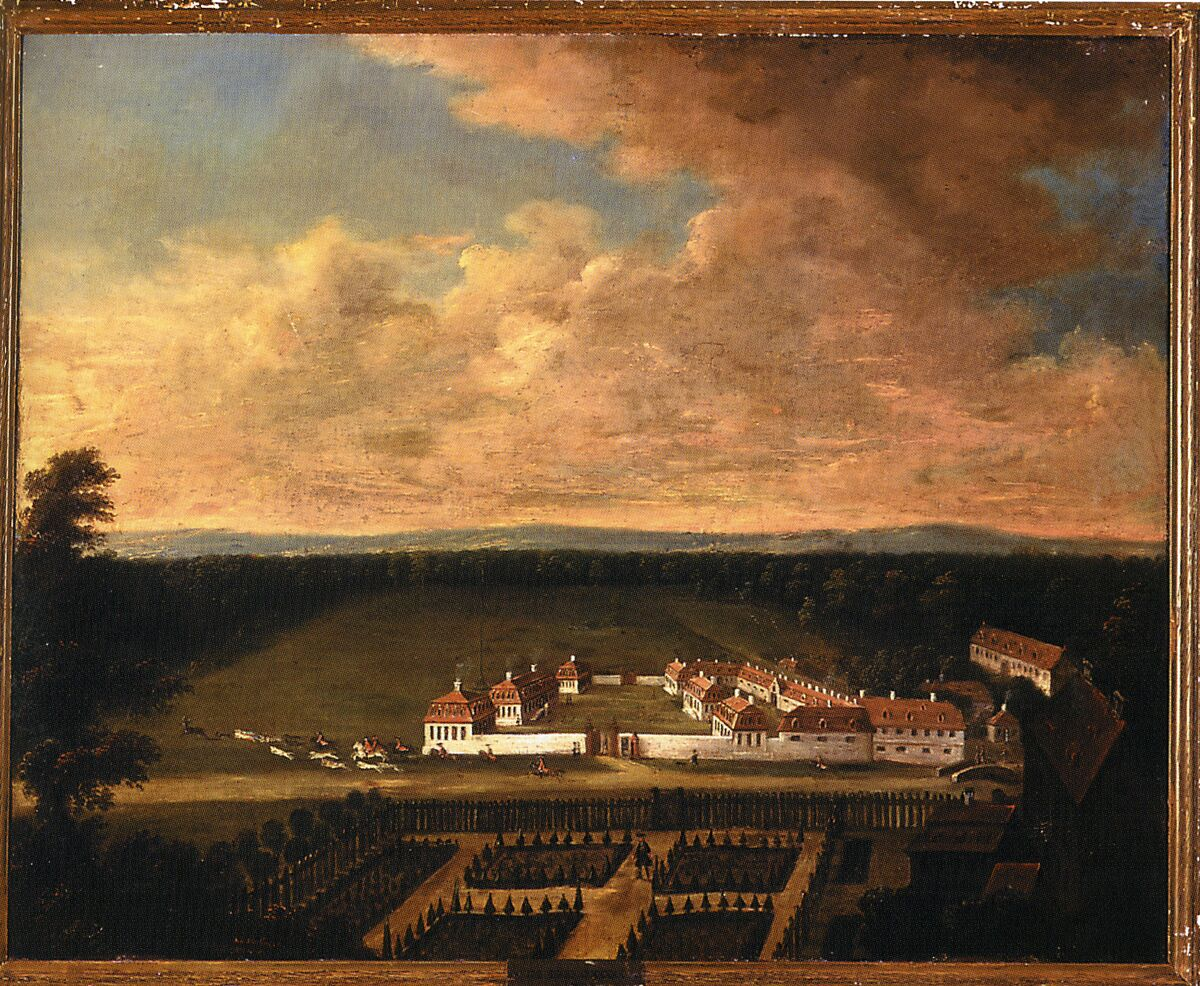
Johann Georg Stockmar: Ansicht des Jagdschlosses Mönchbruch (18. Jh.)

Das Jagdschloss Mönchbruch wurde vom Landgrafen Ernst-Ludwig von Hessen-Darmstadt  um 1730 im Zentrum des Mönchbruchs erbaut. Es liegt auf der Nordseite der heutigen B 486 in der Mitte zwischen Mörfelden und dem Rüsselsheimer Stadtteil Haßloch. Einige Kilometer weiter östlich befindet sich zudem das ähnlichem Zweck dienende Schloss Wolfsgarten.
Ernst-Ludwig war ein begeisterter Jäger, der 1708 in Darmstadt die Parforcejagd eingeführt hatte. Der Gießener Baumeister Oberst Helfrich Müller (1686–1759) zeichnete die Pläne für das Jagdschloss. Neben sechs Herrschaftshäusern gehörten zu dem Gesamtensemble Stallungen, Remisen und diverse Nebengebäude.
Drei der Wohngebäude wurden um 1850 auf Abriss versteigert und an anderer Stelle im Kreis Groß-Gerau wiederaufgebaut. Bereits 1855 ließ jedoch Ludwig III. die Anlage wiederherstellen und richtete in ihr eine Oberförsterei ein.
1932 bezog der unter Reichskanzler Heinrich Brüning eingeführte Freiwillige Arbeitsdienst im Mönchbruch Quartier, unter den Nationalsozialisten dann der Reichsarbeitsdienst. Nach Nutzung als Altersheim und Asylbewerberunterkunft waren bis Anfang 2003 ausländische Bauarbeiter im Jagdschloss untergebracht.
Seit 1999 befindet sich das Jagdschloss Mönchbruch in Privatbesitz und wird saniert. Der erste Teilabschnitt wurde im Dezember 2008 fertiggestellt.
Alle Maßnahmen folgen den anerkannten Grundsätzen der Denkmalpflege in enger Absprache mit der Denkmalschutzbehörde und dem Landesamt für Denkmalpflege.
Die zum Jagdschloss gehörenden Pavillons werden, entsprechend ihrer barocken Konzeption, zur Nutzung als Gästehäuser saniert werden und sich dem bestehenden Hotelbetrieb der benachbarten Mönchbruchmühle angliedern. Der mittlere Pavillon soll eine zusätzliche Nutzung als Außenstelle des Standesamtes Mörfelden-Walldorf und eine ökumenische Kapelle erhalten. Parallel dazu laufen die Vorbereitungen für die Umnutzung des an der Straße gelegenen Ökonomietraktes für Veranstaltungssäle, Konferenzräume und Hotelzimmer. Der Entwurf dafür wurde bereits im Sommer 2008 von den beteiligten Vertretern für Denkmalschutz und Denkmalpflege für gut befunden. Aus dem Gedanken heraus, den Fortschritt der laufenden Sanierungsarbeiten und Planungen stets der interessierten Öffentlichkeit zugänglich zu machen, war das jährlich wiederkehrende „Schlossgartenfest“ entstanden, das zuletzt im Jahr 2016 stattfand.